# Czubica (Beskid Wyspowy)
Czubica (446 m) – góra we wschodniej części Pasma Łososińskiego w Beskidzie Wyspowym. Jej nazwa pochodzi od stożkowatego kształtu i wierzchołka w postaci czubka. Czubica to nazwa urzędowa w państwowym rejestrze nazw geograficznych, na dawnej mapie Geoportalu ma ludową nazwę Cubica.
Czubica jest całkowicie porośnięta lasem, ale z wszystkich stron otoczona polami wsi Wronowice w województwie małopolskim, w powiecie nowosądeckim, w gminie Łososina Dolna. Opływają ją potoki uchodzące do rzeki Łososina.
Znajduje się po zachodniej stronie Jeziora Rożnowskiego. Po stronie wschodniej tego sztucznego zbiornika wodnego jest inna Czubica.